# ボルトンスターリング
スターリング（Starling、1727年4月17日 - 1756年3月24日）は18世紀前半のイギリスの競走馬、種牡馬。スターリングという名を持つ馬は多数存在するため、ボルトンスターリング (Bolton Starling) やオールドスターリング (Old Starling) と呼ばれる。
ベイボルトンの代表産駒の一頭。第3代ボルトン公爵チャールズ・ポーレットの生産で、1731年から1734年の間走った。1731年にブラック・ハンブルトンで14頭もの馬を破り、翌年にはニューマーケットの700ギニーのグレートステークスでも勝利している。このほか、ルイス競馬場、リンカーン競馬場、ニューマーケット競馬場などのキングズプレートも獲得した強豪であった。
種牡馬としてはエドワード・リーデス (Edward Rookes Leedes) のもとで供用され、[アンカスター]スターリング、スキム、トリスモンド、グリズウッズティーザー、ジェイソンなどを産し、かなりの成功を収めた。1744年にはイギリス首位種牡馬となっている。